# الدعجة (قبيلة)
الدعجة هي قبيلة عربية جذامية قحطانية، من قبائل بلاد الشام يرجع تواجدها إلى العصور الوسطى وقد برزت في عهد المماليك مطلع القرن السابع هجري، تستوطن القبيلة وسط شرق المملكة الأردنية الهاشمية، ومنازلهم تمتد من العاصمة عمان، وصولاً إلى الصحراء الشرقية بناحية الأزرق اقصى شرقي محافظة الزرقاء، وتنتشر افرع القبيلة أيضًا في عموم بلاد الشام وشبة الجزيرة العربية.

## الظهور
الدعجة قبيلة أردنية الأصل والمنشأْ استوطنت أثناء ظهورها في الأراضي الواقعة بمنطقة الكرك وما حولها، قبل استقرارها في بلاد البلقاء نحو القرن السادس عشر. تشكل القبيلة البطن الثامن من جُذَامْ القحطانية. وجاء أول ذكر لهم في التاريخ عند المؤرخ ابن فضل الله العمري وهو من مؤرخي القرن الثامن هجري من سنة (700هـ - 749هـ). وتجدر الإشارة أن هذه القبيلة قديمًا كانت تعرف بإسم الدعجيون، وفقاً لرحالة الأماني ماكس فون أوبنهايم حينما تحدث عن قبائل أهل البلقاء.

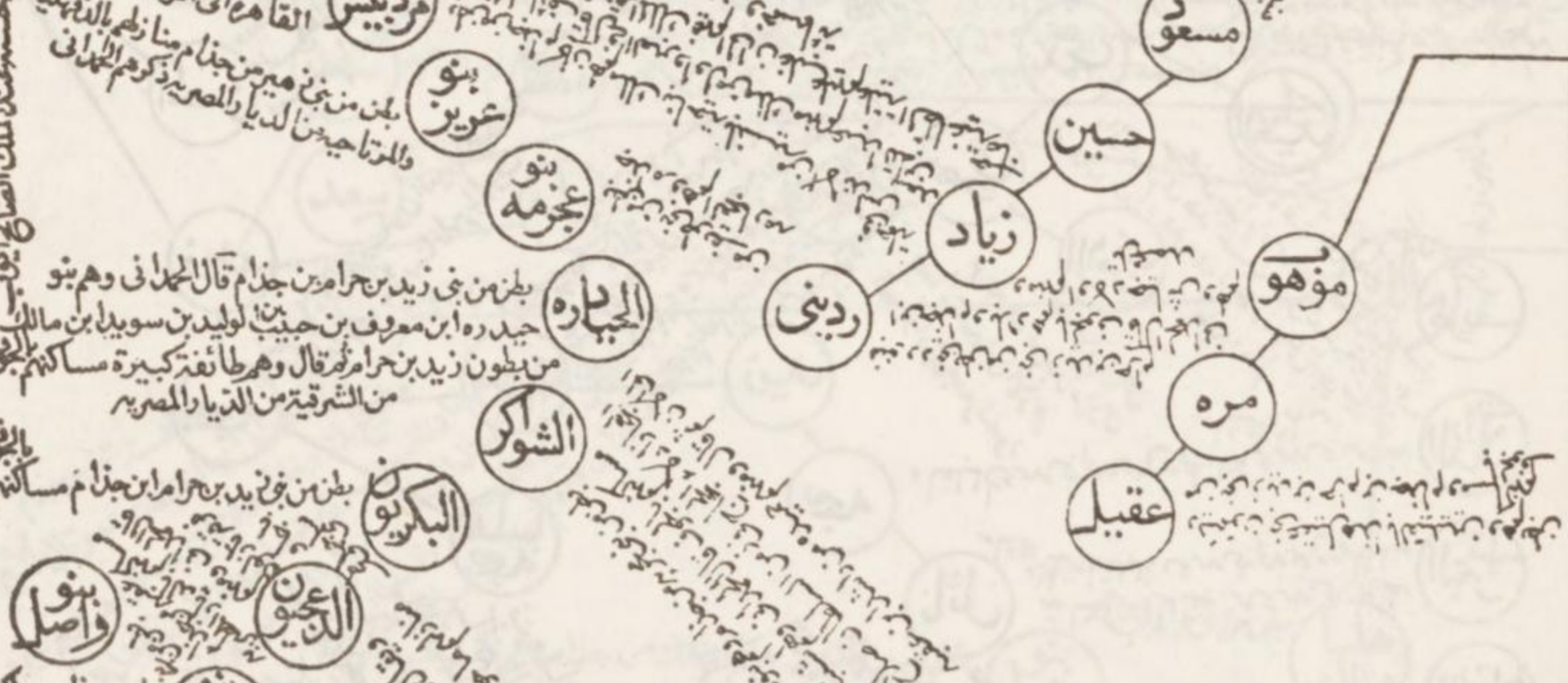
مخطوط يعود للفترة العثمانية في قبائل جذام القحطانية للمؤرخ والعالم العراقي محمد أمين البغدادي، سبائك الذهب في معرفة قبائل العرب.

وتجدر الإشارة بتواجدهم في الأردن منذ القدم، فقد أشار لهم المؤرخ والباحث السوري جبرائيل جبور في كتابة «صور من حياة البدو في بادية الشام» بحدوث غارة على الدعجة سنة 1622م من قبل جيش أمير لبنان فخر الدين المعني الثاني وحلفائه.،

## النسب
ينسب قبيلة الدعجة في كتب الانساب والتراث العربي الى جذام من قحطان وفي سرد نسبهم كما يلي:
- ينحدرون من : صخر بن عمارة بن راشد بن وليد بن سويد بن زيد بن الضبيب بن قرظ بن حفيده بن عمرو بن صليع بن نبيج بن عبيد بن كعب بن سعد بن اميه بن غطفان بن سعد بن الياس بن حرام بن جذام بن عدي بن الحارث بن مره بن ادد بن كهلان بن سبا بن يشجب بن يعرب بن قحطان بن هود.[18][19][20][21][22][23][24][25][26]
- ذكرهم المؤرخ محمد عبد القادر خريسات فقال:[25]

| الدعجة (قبيلة) | الدعجة ينحدرون من قبيلة جُذَامْ، تلك القبيلة التي كانت من أكبر القبائل العربية وبها سرى المثل: أسعدُ أكبر أم جُذَام. | الدعجة (قبيلة) |

### أقرب القبائل لهم نسباً
أقرب القبائل نسباً مع الدعجة هم العطويون والصوتيون.
ثم يليها بالقرابة من قبائل جذام: قبيلة بني مهدي والعجارمة وبني حميدة وبني عباد وبني عقبة.

### الفحوصات الجينية

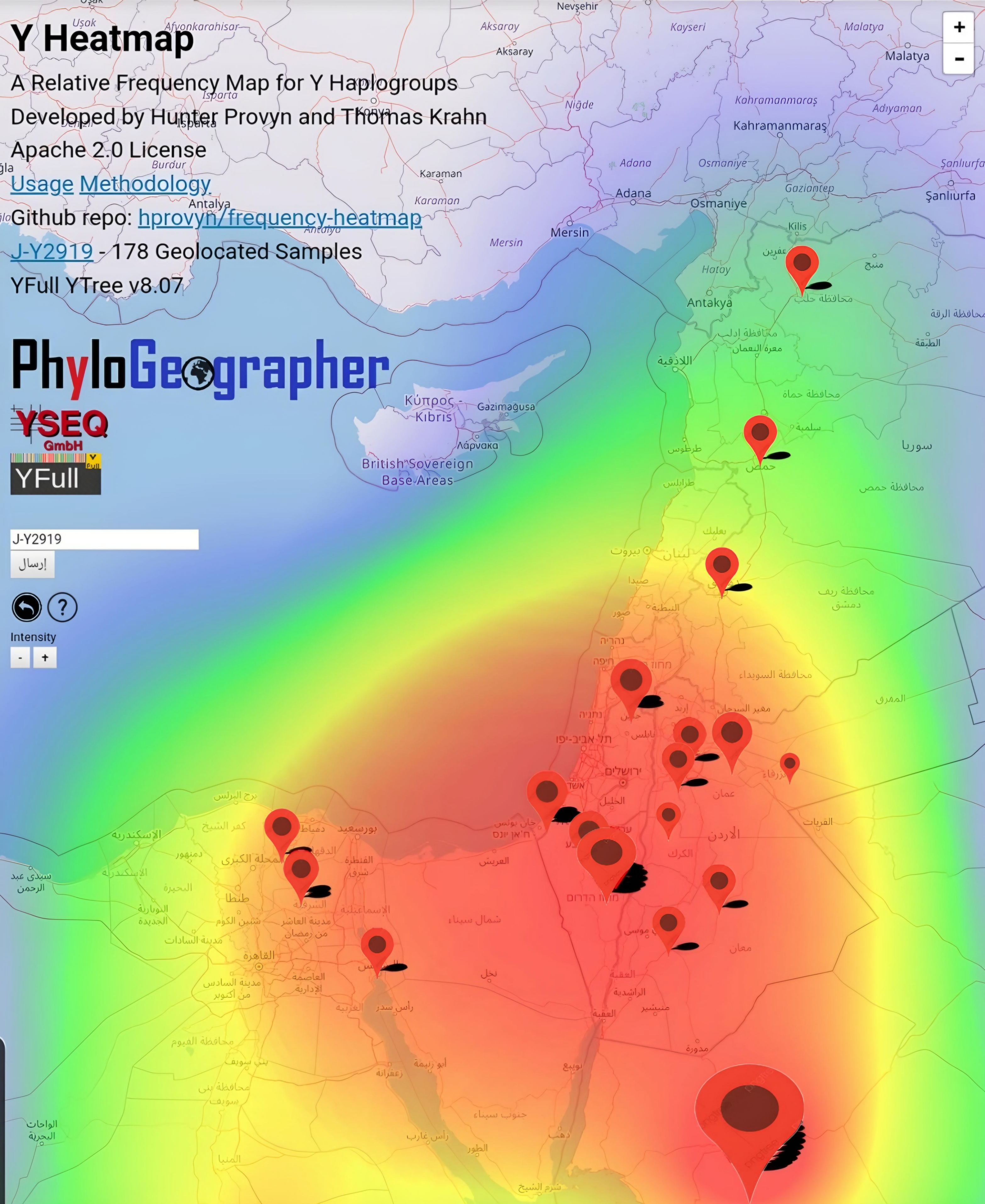
مسح حراري لتحور الجذامي القحطاني

علمياً DNA قبيلة الدعجة عرب عاربة جذامية كهلانية سبئية يعربية قحطانية. ينتشر بين جميع أفراد قبيلة الدعجة السلالة العربية J-M267 واغلب أفراد القبيلة بنسبة 75% اجتمعوا في التحور ycs76 جذام.

## أصل التسمية
نشأ اسم الدعجة من الكلمة (العربية: دعج) والتي تعني في اللغة العربية شدَّة سواد سواد العين، وشدة بياض بياضها وقيل شدة سواد العين مع سعتها، وظاهر هنا أن قبيلة الدعجة كانت تتميز بشيء من هذة الصفة، ويرى بعض الباحثين ان اسم قبيلة الدعجة أخذت من هذه الصفة المنسبوبة لمصدرها دعج او دعيج.
تاريخياً قبيلة الدعجة ذكرت بنفس الاسم بألفاظ مختلفة بصيغة الجمع مثل: الدعجيون، والدعاجنة. كسائر القبائل العربية، ويعد الإسم من الأسماء العربية القديمة، هو اسم علم مذكر من أصل عربي، وجاء الاسم على صيغة الفعل حسب علماء اللغه والنحو.
ذكر الشعراء اسم الدعجة (الدعج) في الشعر ومنها يقول:
يقول الوأواء الدمشقي
ويقول ابن الرومي
ويقول البرعي اليماني
ويقول أبو الطيب المتنبي

## أقوال المؤرخون فيهم
- قال المستشرق الألماني أوبنهايم في حديثه عن قبائل البلقاء: «اهل البلقا من ناحية النسب ينتمي بعضهم إلى سكان البلد القدامى من جذام، وبعضهم يذكرهم الكتّاب المملوكيون في مناطقهم الحالية. ومن القبائل الأكبر نسبيأ الدعجة عند عمان وهم نفسهم الدعجيون الذين كانوا في مطلع العهد المملوكي يشكلون فرعا من فروع جذام».[16]
- قالت المستشرقة البريطانية جيرترود بيل في كتاب العامر والغامر رحلة من القدس إلى أنطاكية عام 1905م: «وعندما كنت معهم قام الدعجة باحتلال كل السهل الواقع أسفل المنحدرات من جبل العليا، وأيضًا البلدة الواقعة إلى الشمال الغربي بين التلال ونهر الزرقاء».[38]
- قال الباحث الفلسطيني عارف العارف في كتابة يوميات عارف العارف: في إمارة شرق الأردن، 1926–1929: «ماركا من المناطق التاريخية في العاصمة عمّان، وتُعدَ من أكبر مناطق عمّان الشرقية. يعود أصل التسمية إلى كلمة (مركا). وتعني المتكأء أو مكان الراحة. حيث اعتاد البدو من أبناء عشائر الدعجة أن يجعلوها مكانًا للراحة. وظلت السجلات القديمة في عهد العثمانيين وعهد الإمارة تحفظ اسمها القديم. وقد اتخذت بريطانيا منها مطارًا لخدمة مشروعها الانتدابي».[39]
- قال المؤرخ الاردني محمد عبد القادر الخريسات في كتابة القبائل العربية على الأرض الأردنية منذ الفترة العثمانية حتى قيام الدولة: «الدعجة ينحدرون من قبيلة جُذَامْ، تلك القبيلة التي كانت من أكبر القبائل العربية وبها سرى المثل: أسعدُ أكبر أم جُذَام، وأن معظم القبائل التي سكنت البلقاء وجنوب الاردن تنحدر من هذه القبيلة».[40]
- قال المؤرخ السعودي عبد الرحمن المغيرى في كتابة المنتخب في ذكر نسب قبائل العرب «الدعجيون بطن من جُذَامْ، ومنهم الدعاجنة البطن المعروف في قحطان».[41]
- قال المؤرخ الاردني أحمد عويدي العبادي في كتابة الأردن في كتابة الرحالة والجغرافيين المسلمين حتى عام 1881 «أبو فروة بن عمرو الجذامي من قبيلة جذام، وهم من أقدم قبائل الأردن، وإليهم ينتمي العشائر الأردنية، كل من: الدعجة والعجارمة وبني حميدة وبني عباد وبني عقبة».[9]
- قال المؤرخ الاردني أحمد عويدي العبادي في كتابة عشائر الأردن جولات ميدانية وتحليلات «الدعجة أصلا من جذام وانظمت في ما بعد إلى حلف البلقاوية».[42]

## فروع القبيلة
تنقسم قبيلة الدعجة إلى ثلاث بطون (فروع) رئيسية أساسية وهم الرشايدة والشبيكات والخصيلات وهذه البطون الثلاث تفرعت الى عشائر وافخاذ وحمائل وعائلات وفصائل وذريات كثيرة وعديدة منها:
■ البطن الأول (الرشايدة) ومنهم :
- ( الجواميس ) وهم أبو جاموس ينقسمون الى أربع عشائر وهم الخدام والقديان وآلشريدة والعيسى وفروعهم.[46]

1. الخدام وجدهم خدام بن أحمد ابو جاموس - ومنهم
  1. الفليح وهم نسل فليح بن خدام- ومنهم
    1. ال نويران
    2. ال مناور
    3. ال منور
    4. ال محمد

  2. المفلح وهم نسل مفلح بن خدام - ومنهم
    1. ال مخيمر
    2. ال طلب
    3. ال عبدالله

  3. المرزوق وهم نسل مرزوق بن خدام
2. القديان وجدهم رشيد أبو جاموس - ومنهم[47]
  1. العلي بن قدي ومنهم
    1. ال هزاع

  2. الطلاق بن قدي ومنهم
    1. الطخاطخة (ال طخطوخ)

  3. المطلق بن قدي
3. آلشريدة وينقسمون إلى فرعين.
  1. المهاوش
  2. الشامخ
4. العيسى وهم سلالة عيسى بن موسى بن ثمد ابو جاموس ومنهم الفارس المشهور قبلان بن حمد العيسى[48]

- ( العبوس ) وهم سلالة الفارس الفتاك مطلق بن محمد الملقب العبسي نزال الدربيين - وفروعهم.[49]
  1. الفاعور وهم نسل فاعور بن مطلق العبوس
  2. الفياض وهم نسل فياض بن مطلق العبوس
  3. العليان وهم نسل عليان بن مطلق العبوس
  4. العلي وهم نسل علي بن مطلق العبوس
  5. الصليبي وهم نسل صليبي بن مطلق العبوس
- ( البرايسة ) وهم سلالة الأمير البريسي - وفروعهم.[50]
  1. العابد وفيهم مشيخة شمل قبائل الدعجة
  2. الراشد
  3. الصياح
  4. الفلاح
  5. المسلم
- ( الهبايلة ) وفروعهم.
  1. الدهيم
  2. الملاوي
  3. النصار
  4. العفيان
  5. السيوف
- ( الزغاتيت ) نسبة الى جدهم الاول زغاتيت وفروعهم.[50]
  1. الشبيب
  2. الفندي
  3. الفياض
- ( الحميديين ) وهم سلالة يوسف بن حميد  - وفروعهم.
  1. المفلح وهم نسل مفلح بن يوسف بن حميد
  2. الفلاح وهم نسل فلاح بن يوسف بن حميد
  3. المحمد وهم نسل محمد بن يوسف بن حميد

- ( البادي ) وهم نسل بادي بن مسهر - وفروعهم

1. الطالب
2. الجمعة

- ( العليوي ) ومنهم الفارس الجرس العليوي - وفروعهم.
  1. رجا بن مسلم العليوي
  2. سلامة بن مسلم العليوي
  3. محمد بن مسلم العليوي
- ( الابراهيم ) وجدهم الاول عيد - وفروعهم.[51]
  1. الصايل
  2. الحمدان
- ( الأوبير ) وفروعهم.
  1. السلامه
  2. المسلم
  3. السلمان
- ( العرجان ) وهم الاعرج.
  - ومنهم الفارس سالم العرجاني الذي قاد عدة معارك في حروب قبيلة الدعجة ودولة المعنية.
- ( العايد ) ونخوتهم روس البارود.
  - وقد برز منهم الكثير من الفرسان ومن اشهرهم الفارس المعروف خلف الاصبح وسهيم الليل.
- ( العطاعطة )
- ( الهملان )
- ( المسند )
- ( النواوي )
- ( القناوي )
- (المصاروة )
- ( الطلاس )
- ( الهواسا )
- ( الكساب )
- ( الصقيري )
- ( الشميلان )
- ( المواصلة )
- ( الحذوات )
- ( العقيل )

■ البطن الثاني (الشبيكات) ومنهم :
- ( الشواربة ) وهم سلالة الفارس الزعيم مبارك بن احمد الملقب ابو شوارب - وفروعهم.[53]

1. الذياب وهم نسل ذياب مبارك بن احمد - وهم.
  1. الهزاع
  2. آلعبطان
  3. الكايد
2. البريس وهم نسل بريس بن مبارك بن احمد - وهم.
  1. الجازع
  2. البخيت
  3. الهازع
  4. البازع

- ( الهبارنة ) وهم سلالة الامير عوض بن جودة - وفروعهم.

1. الحمد وهم نسل حمد بن عودة بن عوض- ومنهم.
  1. الصبح
  2. آلمشيوط(الغرابة)
  3. الشهاب
  4. المصبح
  5. الصباح
2. العلي وهم نسل علي بن عبدالله بن عوض بن جودة - ومنهم.
  1. المحسن (الشراقة)

- ( المرزوق ) وفروعهم هي.
  1. الحمدان ومساكنهم في تلاع المرزوق ابو عليا.
  2. القبلان ومساكنهم في المشيرفة والرصيفة وعين رباط
  3. المحمد ومساكنهم في الرصيفة والمشيرفة
- ( النصر ) وهم سلالة نصر بن دغيم _ وفروعهم.
  1. ابناء هلال
  2. ابناء علي
  3. ابناء عليان
  4. ابناء سلمان
  5. ابناء سلامة
- ( الهدبان ) وهم سلالة مكازي بن عقيل بن احمد بن قطيش وفروعهم.
  1. ابناء بخيت
  2. ابناء احمد
  3. ابناء حمدان
  4. ابناء سليمان
- ( الكوشة ) وهم سلالة سالم بن عبدالله الملقب بلكوشة وفروعهم.
  1. المطلق وهم نسل مطلق بن سالم الكوشة
  2. المسلم  وهم نسل مسلم بن سالم الكوشة
  3. المحمد وهم نسل محمد بن سالم الكوشة
- ( الربايعة )  وهم سلالة مفلح بن عبد العزيز الربايعة _ وفروعهم.
  1. الدبلان
  2. العلقان
- ( الهباهبة ) وفروعهم.
  1. الصبيح
  2. السليمان
- ( الدعسان ) وفروعهم.
  1. السالم
  2. الحمدان
- ( الفقرة ) وفروعهم.
  1. نسل محمد بن منيزل
  2. نسل عبد الحافظ بن منيزل
- ( الهيايتة ) وفروعهم.
  1. الصالح
  2. السالم
- ( البنيان ) ومنهم.
  1. المناور
  2. السند
  3. الخلف
- ( الشبيكي ) وفروعهم.
  1. نسل سالم بن مرار الشبيكي
  2. نسل سليمان بن مرار الشبيكي
- ( البشر ) وفروعهم.
  - ومنهم عائلة الحسن
- ( الحنيشي ) وهم سلالة الامير الفارس فلاح الحنيشي.
- ( بني عمر )  ويقال انهم فرع من الشواربة ويسكنون في اربد
- ( البارود ) وهم سلالة خشمان البارودي
- ( اليتمان ) ويقال انهم فرع من الهبارنة

■ البطن الثلاث (الخصيلات) ومنهم.
- ( المليفي ) _ وفروعهم.
  1. السرحان
  2. الداود
  3. القاسم
  4. الاحمد
  5. الخالد
  6. البصير
- ( الدروع ) وهم سلالة اصبح بن محمد الدروع_ وفروعهم.
  1. نسل محمد بن أصبح
  2. نسل خلف بن اصبح
- ( الهملان ) _ وفروعهم.
  1. المفضي
  2. العيد
- ( الجحيش ) _ وفروعهم.
  1. الجويعد
  2. المفلح
- ( الغرير ) وهم سلالة غرير بن قاسم.
- ( الشعرات )
- ( المهيرات )
- ( ابو السويد )
- ( الحنايفة )
- ( الجربان )

## بلاد القبيلة

### موقعهم الجغرافي

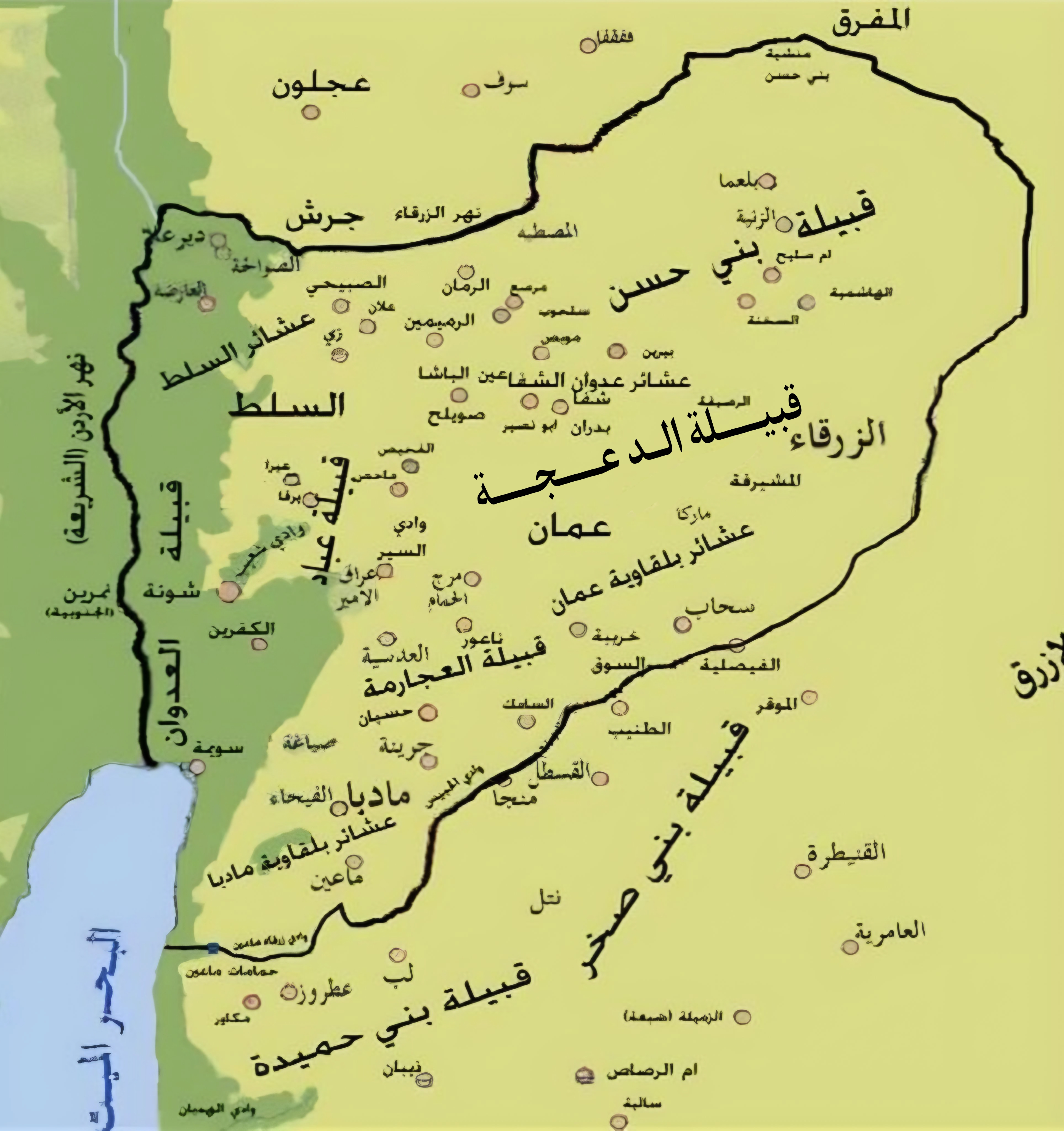
إنتشار وديار قبيلة الدعجة، كما وردت بكتاب الإطار البشري في منطقة البلقاء خلال العهد العثماني عام 1867م - 1516م.

تسكن قبيلة الدعجة إقليم البلقاء في المملكة الأردنية الهاشمية واستنادا إلى المصادر المعاصرة نجد أن أرض قبيلة الدعجة تبدأ من المقابلين جنوبي وغربي عمان ممتده الى ناحية الازرق شرق محافظة الزرقاء، وتقدر المساحة التقريبية لبلاد قبيلة الدعجة نحو 130 كيلو.

### حدودهم مع القبائل المجاورة
يحد قبيلة الدعجة من الشمال قبيلة العدوان، ومن الشمال الشرقي قبيلة بني حسن، ومن الشرق قبيلة بني صخر، ومن الجنوب عشائر البلقاوية وسحاب، ومن الغرب قبيلة العجارمة، ومن الشمال الغربي قبيلة عباد.

### من ديار القبيلة وضواحيهم وقراهم
| - طبربور - طارق - ابو عليا - عين رباط - حي الفيصل - الخزنة - ماركا الشمالية - ماركا الجنوبيه - المرقب - وادي القطار - نادي السباق - الحرشة - حي المطار - حي المزارع - النزهة - المنارة - ارميدان - المناخر - حي الونانات - عدن - المغيرات - حي الأميرة عالية | - النويجيس - تلاع الروان - الرواق - تلاع الرجيب - الهاشمي الشمالي - الهاشمي الجنوبي - حي الزغاتيت - حي الرشيد - الرصيفة - المشيرفة - حي الجنيدي - جبل النصر - حي الشهيد - تلاع المرزوق - عرجان الشرقي - عرجان الغربي - وادي زربي - وادي العش - جبل هملان - حي العبوس - حي عليوي | - المقابلين - ام قصير - الحسنيه - البنيات - حي الصحابة - حي الكرامه - حي الحنايفة - عزريت(اربد) - صما(اربد) - الخريبة(اربد) - بسمان - الضليل - الغباوي - الأزرق - عوجان - الماضونة - احد - وادي الحجر |

## نخوة القبيلة
النخوة او اللقب هي لفظ معين متعارف عليه بين رجال القبيلة ومحاربيها، ينادى به أثناء الحرب وفي أوقات الكروب والمحن، بقصد الفزعة والنجدة ضد الأعداء، وكسائر القبائل العربية كان لفرسان قبيلة الدعجة نخوتـهم الخاصة التي يتنادون بـها عند الشدائد، وهي (عيال الامينات)؛ تلك النخوة التي وردت في مطلع إحدى القصـائد، وتلفظ هذه النخوة أيضاً مع كلمة مرادفة لها كقولهم (عيال المويني) أو (عيال المويني الغواه).
حيث يقول الشاعر في إحدى المعارك:

## وسم القبيلة
الوسوم هي عبارة عن رُموز استخدمها أهل البادية والعرب قديمًا للتميز بين المواشي فيتحقق الفرق بين وسم قبيلة وأخرى وما بين وسوم العشائر والحمائل والأفخاذ فاستقر لكل أناس وسمهم الذي لا ينكره غيرهم ولكل وسم اسمه.

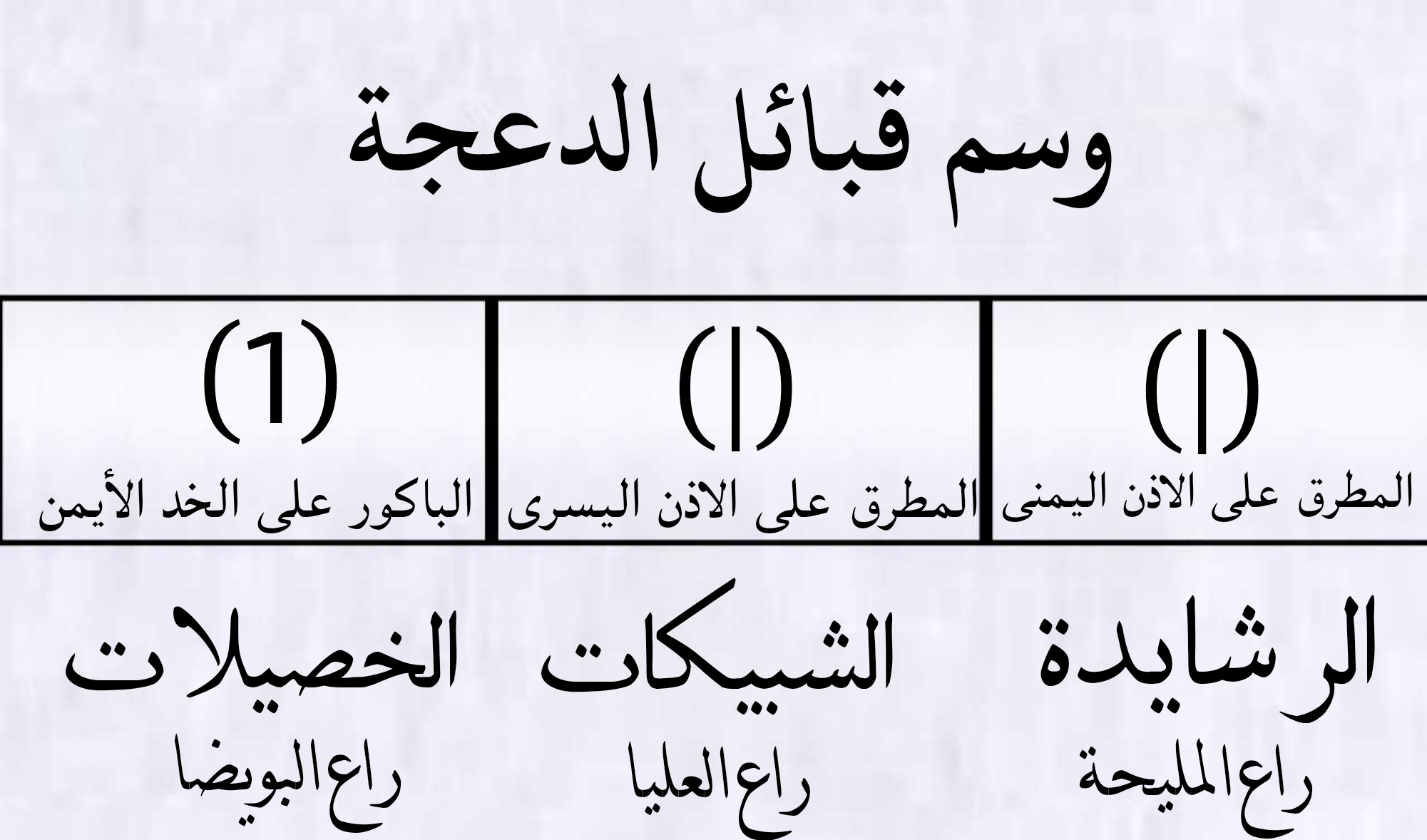
وسم البطون الرئيسية لقبيلة الدعجة

تسم قبيلة الدعجة الإبل بوسم (العكام) على الأنف. وتختلف وسوم باقي المواشي:
1. الرشايدة: ومنهم الجواميس: يسمون بوسم (المطرق) على الأذن اليمنى، ونخوتهم (راع المليحا).
2. الشبيكات: ويثبتون وسم (المطرق) على الأذن اليسرىء ونخوتهم (راع العليا).
3. الخصيلات: ولهم وسم (الباكور) على الخد الأيمن وينتخون بنخوة (راع البويضا).

## معرض الصور

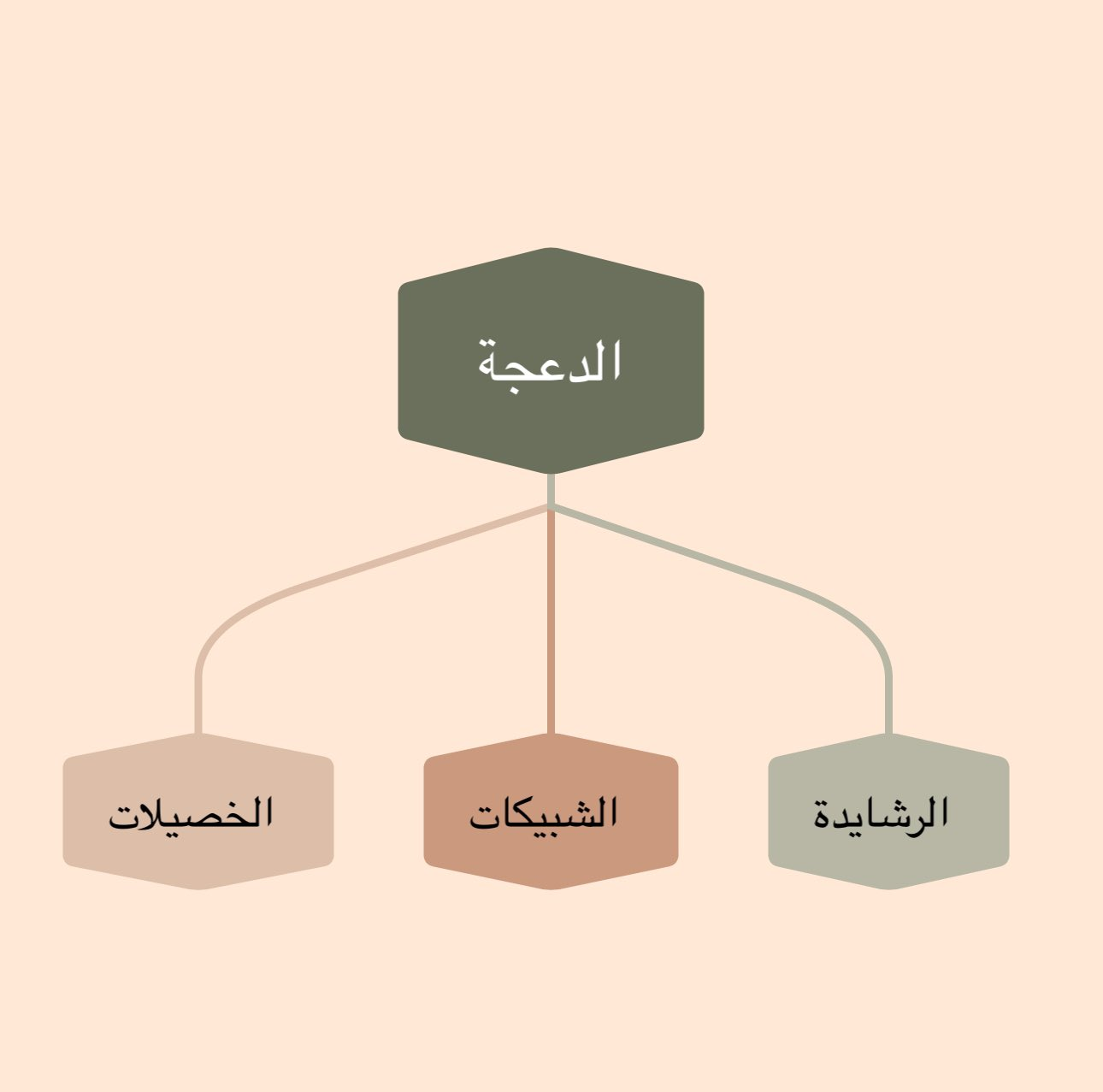
بطون قبيلة الدعجة الرئيسية
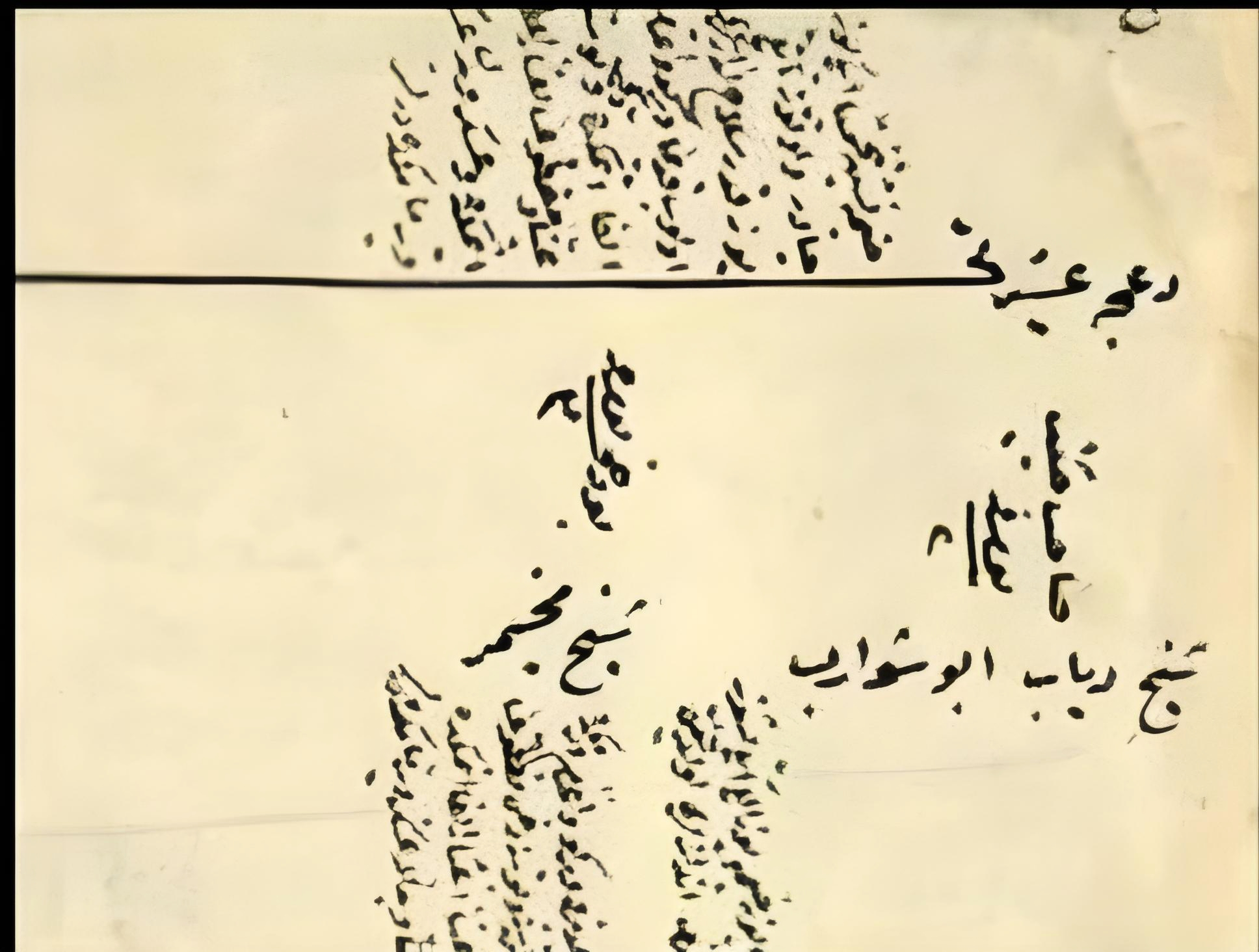
وثيقة عثمانية مشيخة عشائر الشبيكات من الدعجة
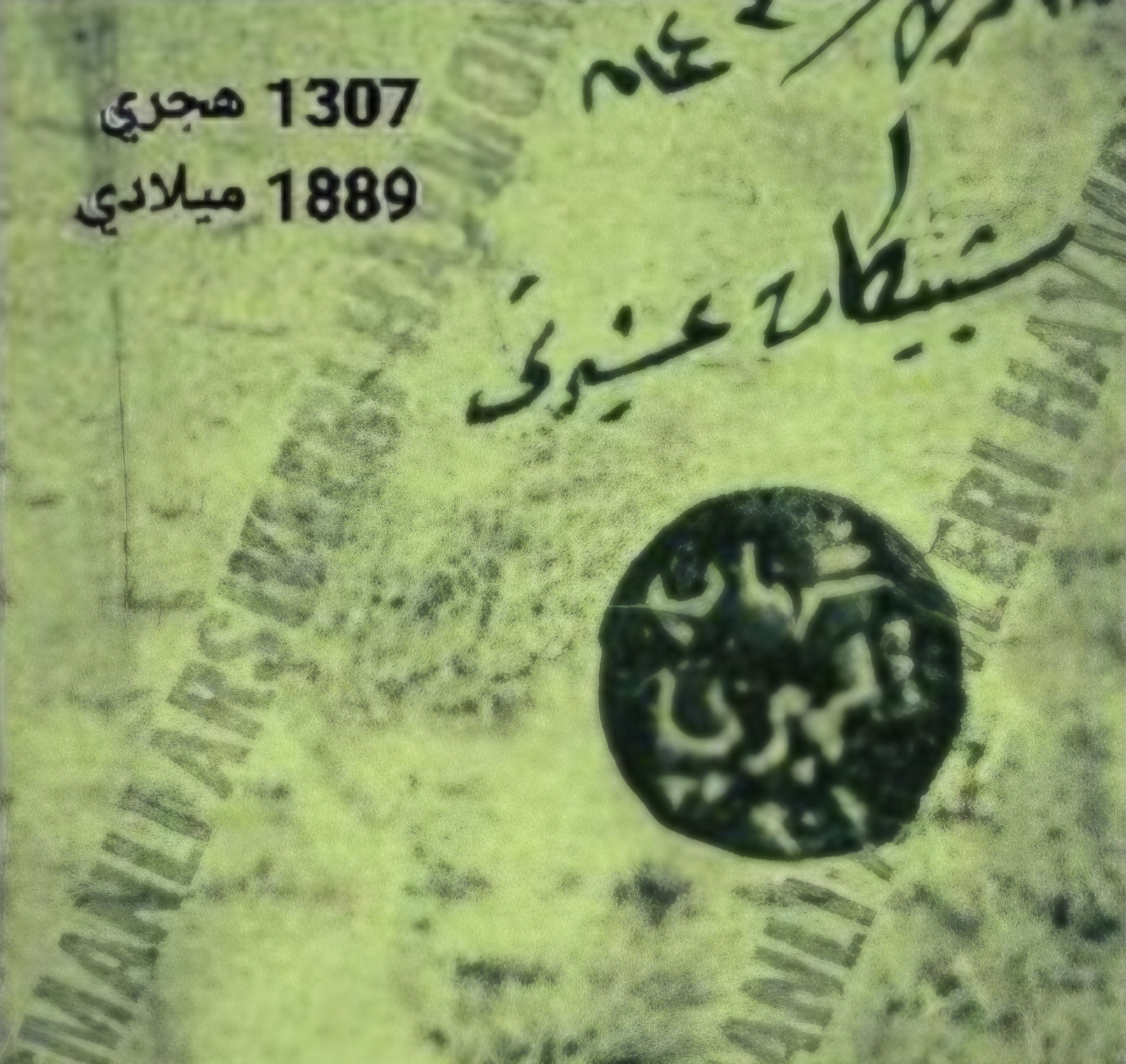
ختم الشيخ شهاب الهبري من الشبيكات من الدعجة
وثيقة لقبيلة الدعجة من كتاب ارض مؤاب لرحالة جاوسن
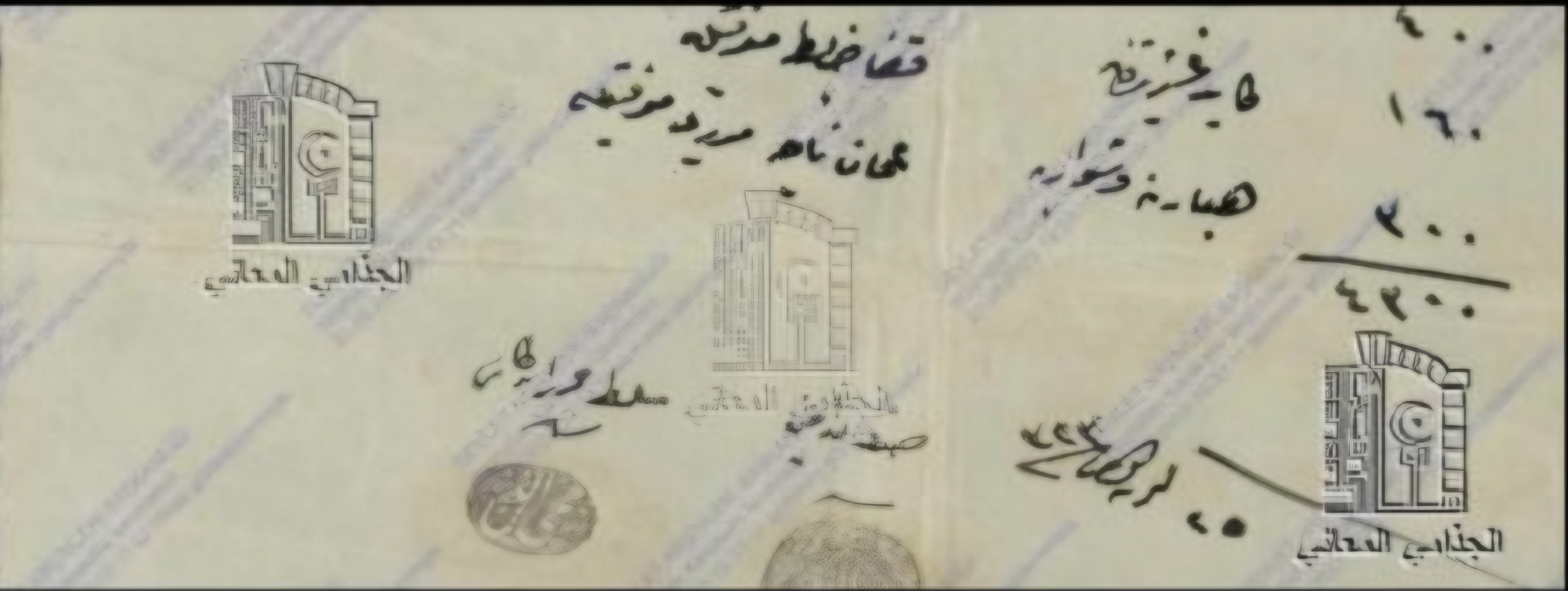
وثيقة عثمانية عام ١٩٠٥ انقسام الشبيكات من الدعجة إلى فرقتين
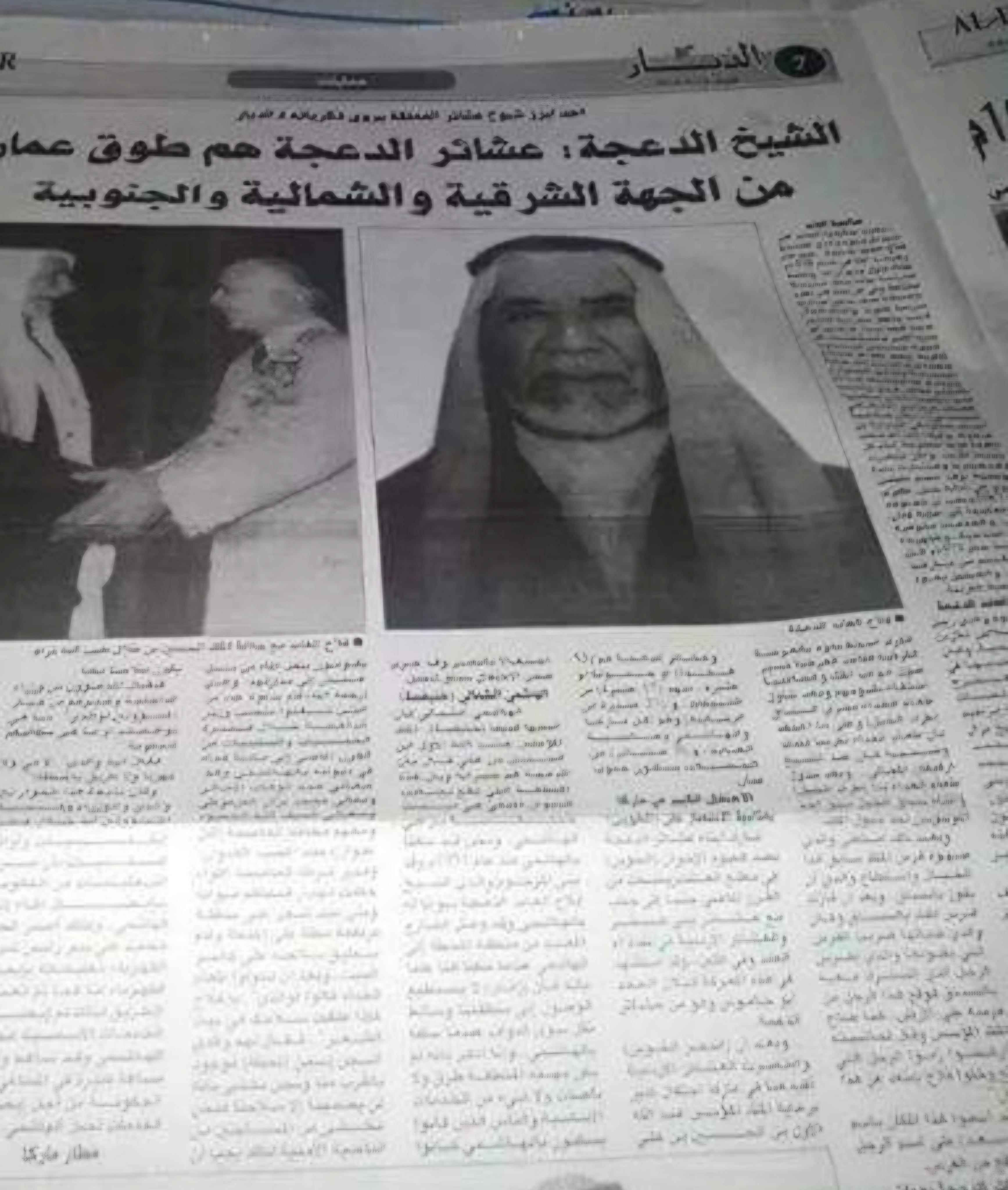
جريدة أردنية قديمة توضح بقبيلة الدعجة أنهم طوق عمان من الشرق والغرب والجنوب والشمال
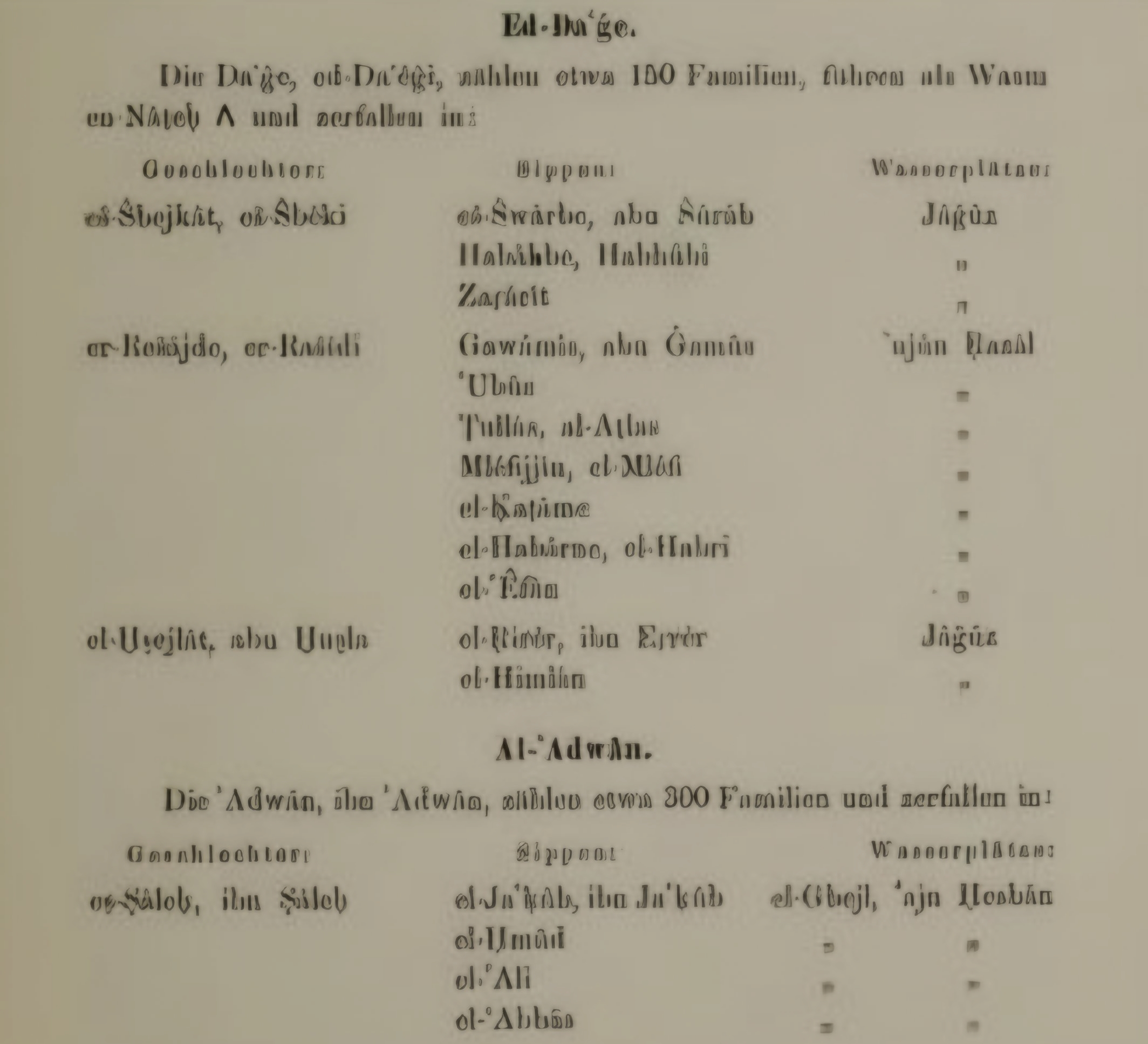
وثيقة لإحدى المسستشرقين بتقسيم سلالات قبيلة الدعجة
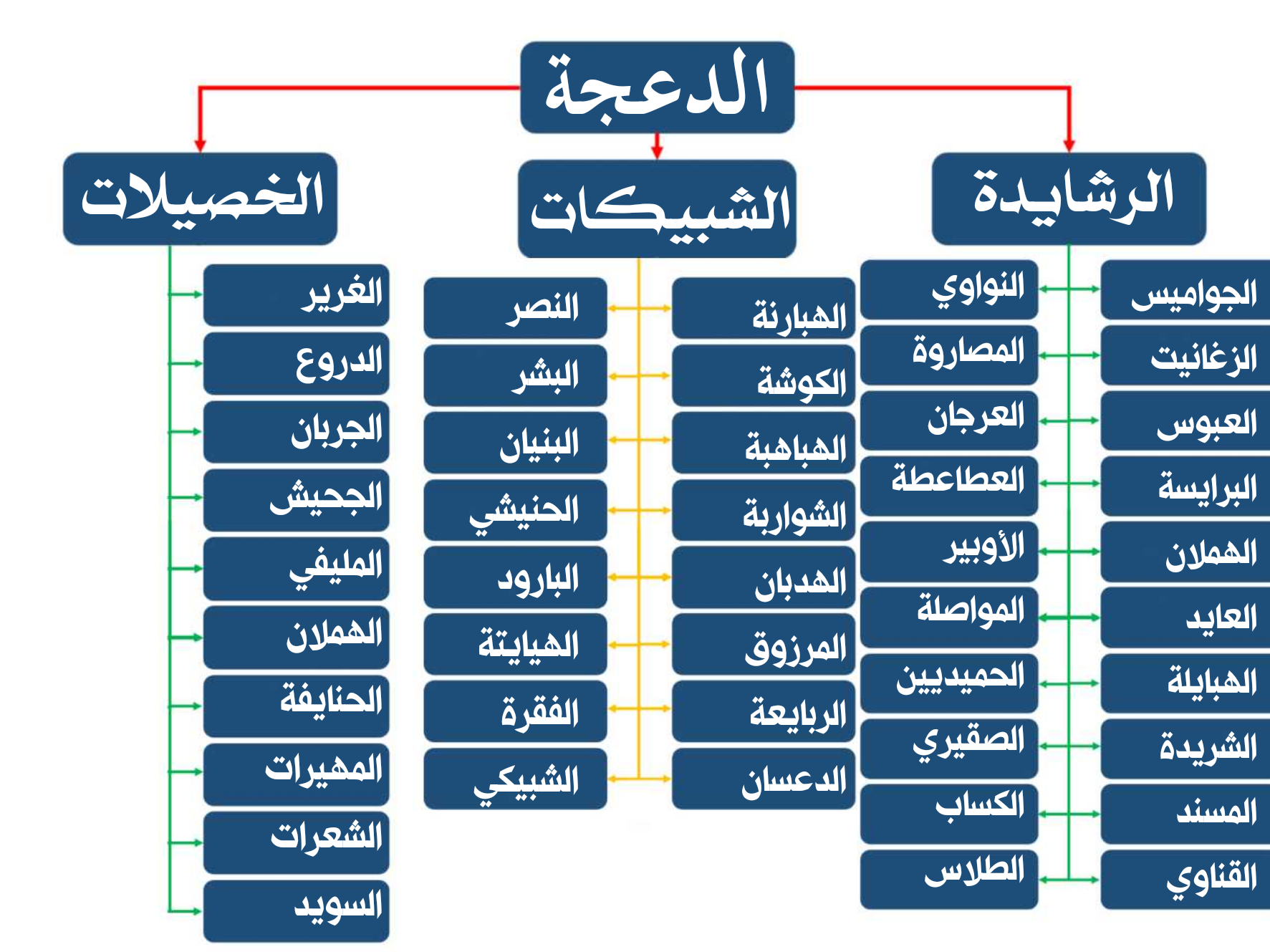
مشجرة فروع قبيلة الدعجة
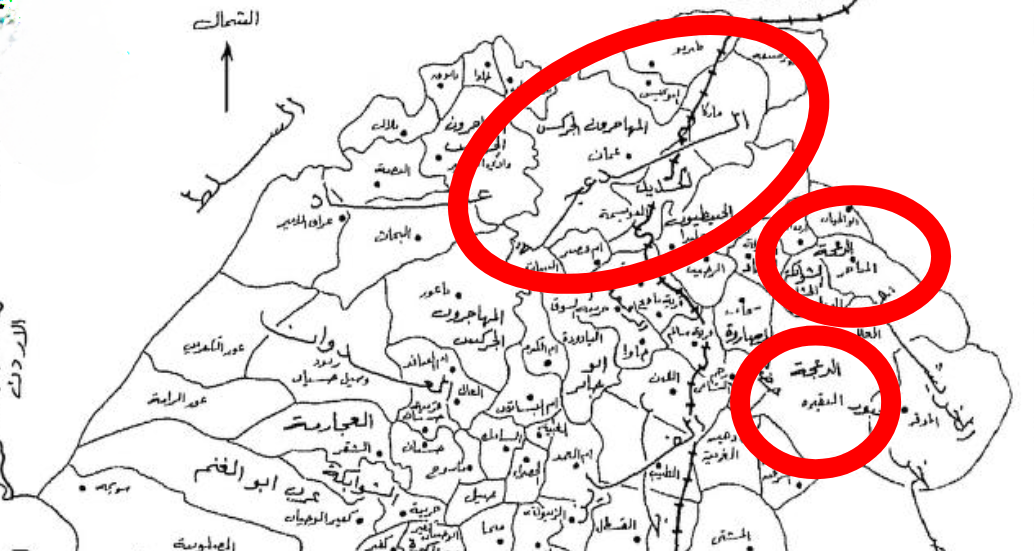
خارطه مناطق القبائل والعشائر القاطنة في عمان وتبين مناطق قبيلة الدعجة من كتاب جوهره عمان
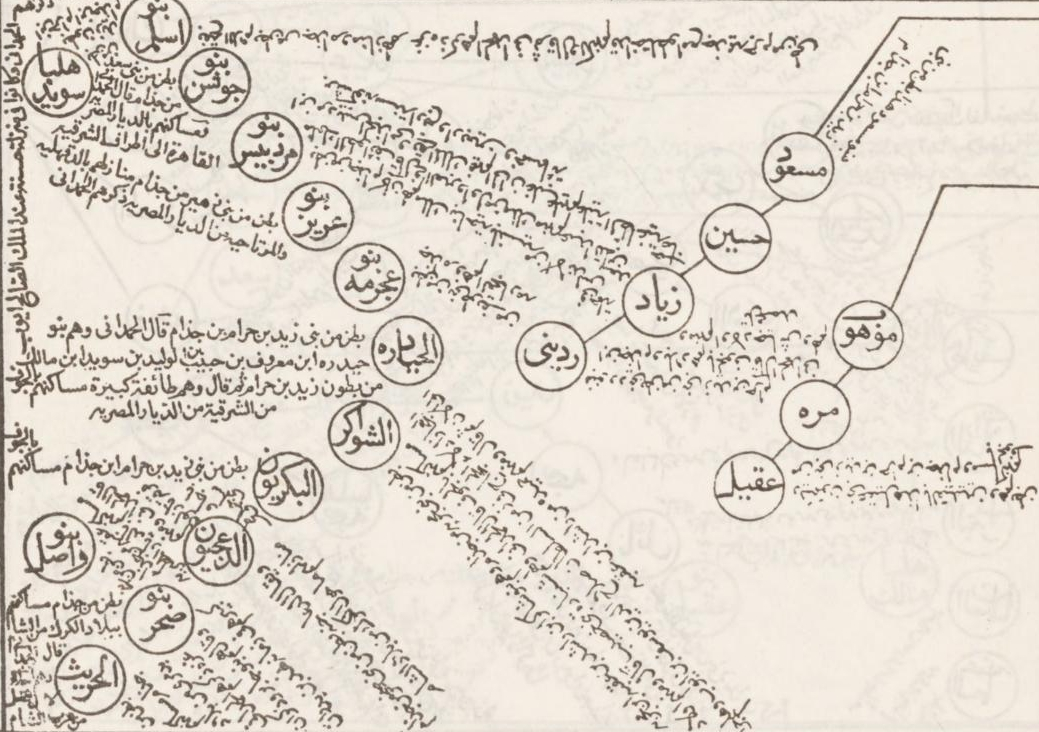
مخطوط يعود للفترة العثمانية يبين قبائل جذام
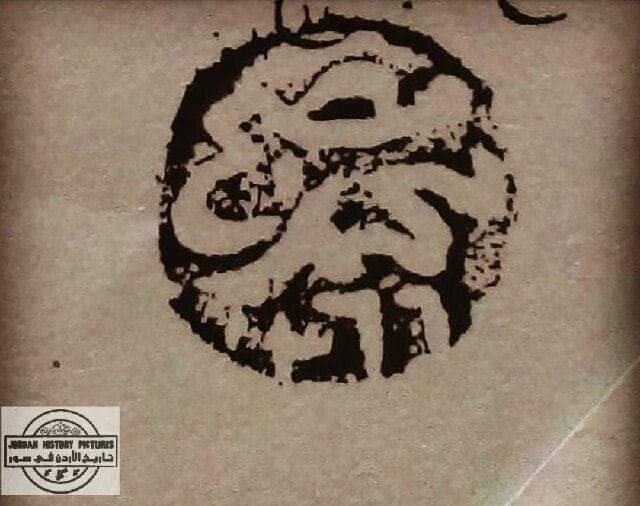
ختم مصبح بن محمد الجربان من الخصيلات من الدعجة
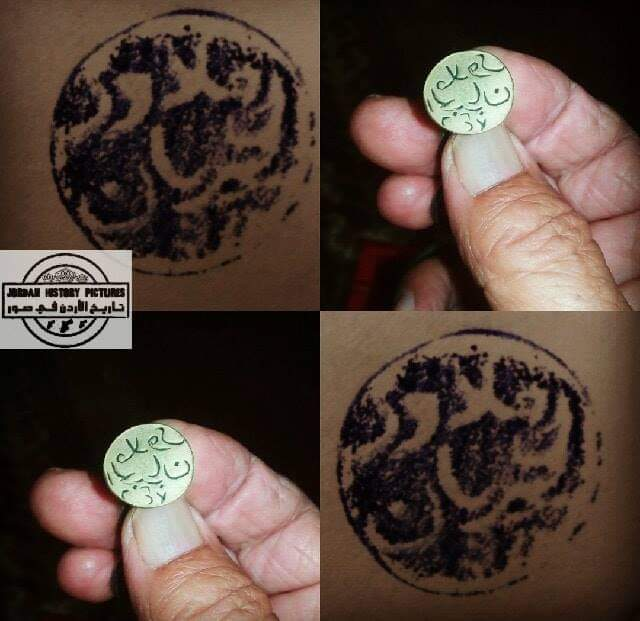
ختم يعود للفترة العثمانية لعشيرة الخصيلات من قبيلة الدعجة

## أنظر أيضًا
- عائلة أبو جاموس
- البلقاء
- جذام
- قحطانيون
- عرب
- قبائل الأردن

## روابط خارجية
- كتاب الإطار البشري في منطقة البلقاء خلال العهد العثماني عام 1867- 1516
- كتاب العشائر الأردنية الأرض والإنسان والتاريخ : جولات ولقاءات مع بعض العشائر الأردنية في عامي ١٩٨٥ و ١٩٨٦
- كتاب معجم أسماء المدن و القرى في بلاد الشام الجنوبية: دراسة لغوية تاريخية أثرية حول أسماء المدن و القرى و التلال الأثرية في بلاد الشام الجنوبية و يضاف الى ذلك آخر الإحصاءات قديما ًو حديثا
- كتاب عمان: تاريخ وحضارة وآثار "المدينة والمحافظة"
- كتاب تاريخ منطقة البلقاء ومعان والكرك، 1281-1337ه/ 1864-1918م
- كتاب بلادنا سوق عكاظ أبدية
- كتاب عمان في العهد الإسلامي
- كتاب ندوة الأردن في صدر الإسلام
- كتاب صبح الأعشى في صناعة الإنشا
- كتاب مملكة الكرك في العهد المملوكي
- كتاب الوسم عند القبائل الأردنية
- كتاب محافظة دمشق العثمانية في القرن السادس عشر